# Overdrive (música)

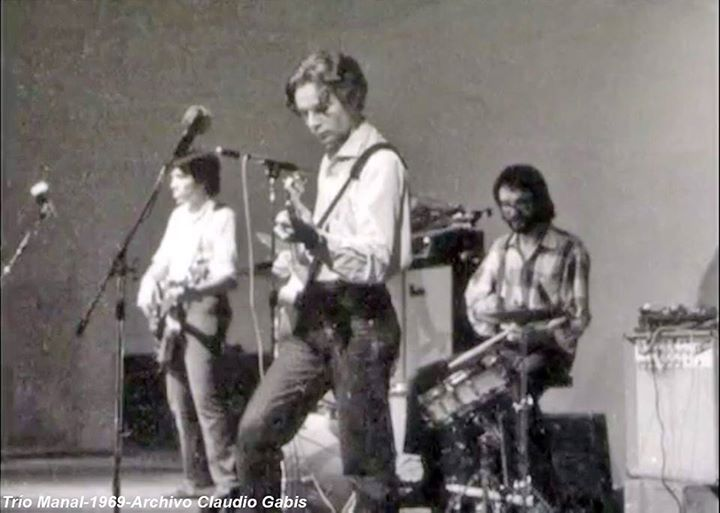
Para distorsionar su guitarra eléctrica Claudio Gabis, tanto en sus actuaciones en vivo como para el álbum Manal uso un magnetófono Geloso de uso hogareño que se puede ver desarmado arriba del amplificador (1969).

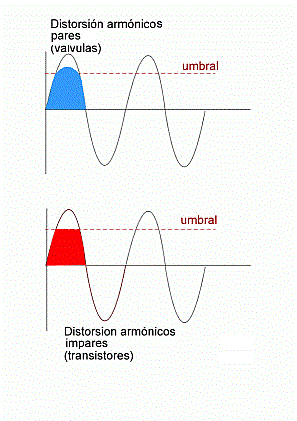
Tipos de distorsión.

Overdrive (cuya traducción sería simplemente "sobrecarga") es el término inglés empleado en música, principalmente rock para denominar la distorsión controlada del sonido de ciertos instrumentos, normalmente guitarras eléctricas, con el fin de dotarles de cierta riqueza o un sonido más característico de la música popular moderna.
Se dice que dicho sonido de guitarras distorsionadas empezó a popularizarse por parte de Kinks. Otros lo atribuyen a The Who debido al sonido roto producido por sus destrozados amplificadores tras los golpes que les proporcionaban en el escenario. En cualquier caso, dicho efecto sonoro ha perdurado y enriquecido enormemente la música eléctrica de nuestros días. 
El magnetófono de bobina abierta fue usado en varias ocasiones como amplificador para guitarra eléctrica, pero también como distorsionador. El guitarrista de The Rolling Stones, Keith Richards usó una grabadora para registrar la guitarra acústica, al subir al tope el volumen el sonido se distorsionaba al punto de sonar parecida a una guitarra eléctrica distorsionada. El guitarrista de blues argentino Claudio Gabis ante la necesidad de amplificar su guitarra eléctrica, usó un magnetófono Geloso monoaural de uso hogareño, que a su vez empleó como distorsionador para su álbum debut Manal de 1970. 
Esto se lograba inyectando una señal y dejándolo "grabar al vacío" (sin cinta, registrando infinitamente), se podía obtener una señal amplificada, y aumentando considerablemente el volumen se podía distorsionar.
Los primeros amplificadores que se conocían entonces eran de válvulas o tubos de vacío, la tecnología de amplificación electrónica desarrollada entonces, los primeros sonidos overdrive se produjeron con dichos aparatos. Dicha distorsión se producía por una sobreamplificación o saturación de la corriente de salida de la misma.
Más tarde, con la llegada de los transistores de estado sólido, los amplificadores pasaron a construirse con dichos elementos que permitían hacerlos más compactos, ligeros y con más rendimiento. Pero los oídos de músicos empezaron a añorar el cálido y rico sonido que conocían de las válvulas. Con el paso del tiempo empezaron a revalorizarse dichos elementos y varios fabricantes de amplificadores o bien específicos de pedales de efectos para, principalmente, guitarras eléctricas, comenzaron a buscar cómo imitar dicho sonido con solamente transistores.
El porqué de esta diferencia debemos buscarla en la forma en que se transforma una señal senoidal tras el paso por una etapa bien de válvulas o transistores sobresaturada:
- En el caso de transistores llegado el umbral marcado, la senoidal se recorta bruscamente ("hard clipping") convirtiéndose casi en una señal cuadrada, mientras la válvula tiende a deformar el pico de la senoidal, pero sin llegar a hacerla tan cuadrada ("soft clipping"). Esto supone que, descompuestas las señales resultantes en sus correspondientes armónicos, la señal más cuadrada se ha llenado casi exclusivamente de armónicos impares, mientras que en el caso de la de válvulas lo ha hecho de armónicos pares.

En la siguiente imagen podemos ver la señal y el espectro en frecuencia de un tono puro de unos 66 Hz, que equivale a la nota DO de la primera octava (Do 1):

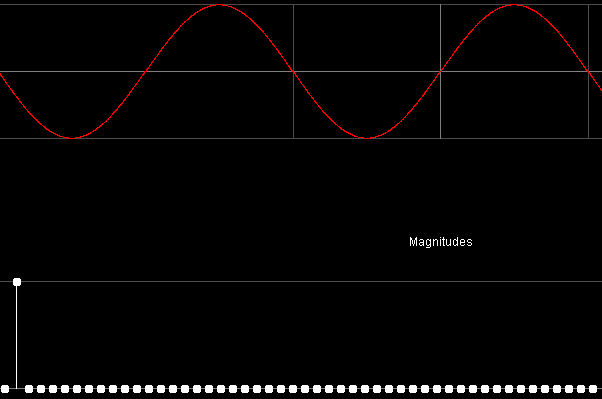
Tono puro.

El componente de la izquierda del espectro corresponde a una frecuencia de 0 Hz o componente de continua (Offset), seguido del primer armónico o frecuencia fundamental.
Cuando se produce una distorsión brusca en un amplificador a transistores ("hard clipping"), al tono fundamental se habrán añadido los siguientes armónicos impares:

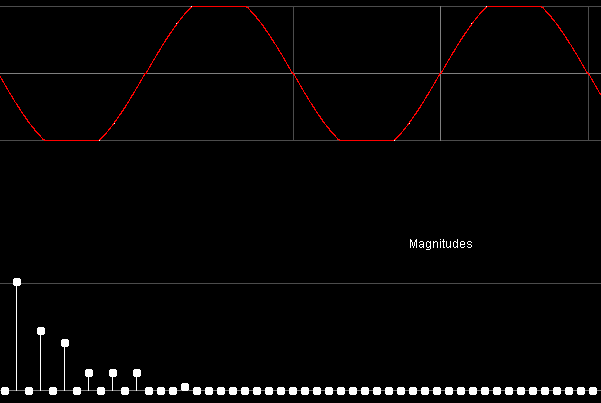
Hard clipping.

Tercer armónico a unos 198 Hz (Sol 2)
Quinto armónico a unos 330 Hz (Mi 3)
Séptimo armónico a unos 462 Hz (Sib 3). Nota musical muy desafinada de la nota fundamental y con sonido desagradable al oído. De los demás armónicos impares producidos suenan también desafinados por ejemplo el 13º a unos 858 Hz (La 4) y el 14º a unos 924 Hz (Sib 4).
La misma onda de unos 66 Hz (Do 1), tendrá los siguientes armónicos pares al distorsionar suavemente ("soft clipping") en un amplificador de válvulas:

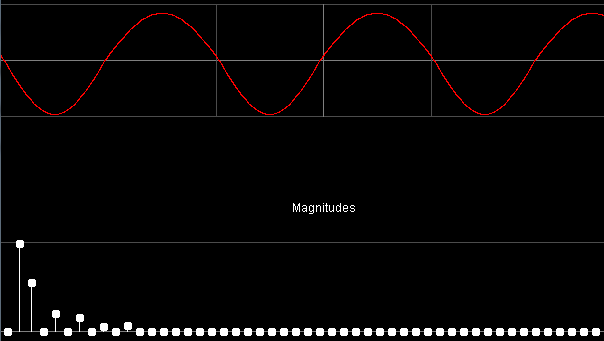
Soft Clipping.

Segundo armónico a unos 132 Hz (Do 2). Misma nota musical de una octava superior, afinada y con sonido agradable al oído.
Cuarto armónico a unos 264 Hz (Do 3). Misma nota musical de dos octavas superiores, afinada y con sonido agradable al oído.
Sexto armónico a unos 396 Hz (Sol 5)
Octavo armónico a unos 528 Hz (Do 4). Misma nota musical de 3 octavas superiores, afinada y con sonido agradable al oído.
En general los armónicos pares tienen una mejor relación armónica y su sonido es más afinado y agradable que en el caso de los armónicos impares.
Tal es así el aprecio que siguen teniendo los músicos por dicho sonido que ciertos modelos de válvulas se fabrican casi exclusivamente para dicho menester como los modelos: 12AX7, 2A3, EL34, EL84, KT88, 6L6GC o V1505.